# Szełepuchy
Szełepuchy (ukr. Шелепухи, hist. pol. Szelepucha) – wieś na Ukrainie, w obwodzie czerkaskim, w rejonie czerkaskim. W 2001 liczyła 718 mieszkańców, wśród których 686 jako ojczysty język wskazało ukraiński, 31 rosyjski, a 1 białoruski.